# Anne Hidalgo
Ana María (Anne) Hidalgo Aleu (San Fernando (Spanje), 19 juni 1959) is een Franse politica die sinds 5 april 2014 namens de PS als burgemeester van Parijs dient. Zij is de eerste vrouw die deze functie bekleedt. De van oorsprong Spaanse Hidalgo was onder de ambtstermijn van burgemeester Delanoë (2001-2014) zijn eerste adjunct.
Hidalgo is opgegroeid in het 9e arrondissement van Lyon en woont sinds 1985 in het 15e arrondissement van Parijs. Zij begon haar carrière bij de arbeidsinspectie en had een snelle carrière in de Parti socialiste, waarvoor ze in de regering van premier Jospin in enkele ministeriële kabinetten zat.
Zij stelde zich kandidaat bij de presidentsverkiezingen 2022, toen zij 1,75% van de stemmen behaalde, het slechtste resultaat ooit voor een PS-presidentskandidaat.

## Jeugd
Hidalgo werd geboren als Ana Hidalgo. Haar ouders Antonio en María Hidalgo emigreerden in 1961 met hun twee dochters naar Frankrijk. Hidalgo groeide op in Vaise, een wijk in het noordwesten van Lyon. Op 25 juli 1973 werd zij genaturaliseerd tot Française en sindsdien heeft zij een dubbele (Frans-Spaanse) nationaliteit.

## Werk
Hidalgo studeerde arbeidsrecht aan het Institut du travail in Lyon. In 1984 ging zij aan het werk als arbeidsinspecteur in Chevilly-Larue, ten zuiden van Parijs. Zij verhuisde toen naar het 15e arrondissement van Parijs.
Tussen 1997 en 2002 heeft Hidalgo in drie ministeriële kabinetten van de regering-Jospin gewerkt. Allereerst als adviseur van Martine Aubry (1997-1998), minister van Werkgelegenheid, later als adviseur van Nicole Péry (1998-2000), staatssecretaris voor Vrouwenrechten en Beroepsopleiding. Onder Péry adviseerde zij over wetten over de gelijkheid van mannen en vrouwen op het werk. Van 2000 tot 2002 werkte zij voor Marylise Lebranchu, minister van Justitie, op het gebied van de ambtenarij.

## Raad van Parijs
Tijdens de gemeenteraadsverkiezingen van maart 2001 was Hidalgo lijsttrekker van de Parti socialiste (PS) in het 15e arrondissement van Parijs. Zij verloor in de tweede verkiezingsronde met 41,1% van de stemmen van de rechtse gedeelde kieslijst van oud-premier Édouard Balladur en René Galy-Dejean, burgemeester van het 15e arrondissement. Echter werd zij als gemeenteraadslid gekozen. De nieuwe stadsburgemeester, Bertrand Delanoë, benoemde haar onder andere als adjunct emancipatie en locoburgemeester. In 2002 moest Hidalgo actief taken vervullen als locoburgemeester nadat Delanoë was neergestoken tijdens festiviteiten van de Nuit Blanche op het Parijse stadhuis.
Tijdens de gemeenteraadsverkiezingen van maart 2008 werd zij herkozen als raadslid. Haar lijst plaatste zich tweede en behaalde 47,3% van de stemmen in het 15e arrondissement. Zij bleef aan als locostadsburgemeester en adjunct, voortaan voor stedenbouw en architectuur. Van 2004 tot 2014 was zij ook lid van de Regionale Raad van Île-de-France.

## Burgemeester van Parijs
Op 2 september 2012 kondigde Hidalgo aan zich verkiesbaar te stellen als opvolger van Bertrand Delanoë bij de Parijse gemeenteraadsverkiezingen van 2014. Nadat de andere socialistische kandidaat, het lid van de Nationale Vergadering voor de negende kieskring van Parijs, Jean-Marie Le Guen, zich had teruggetrokken, bleef Hidalgo over als enige kandidaat voor de Socialistische Partij. Op 30 maart 2014 behaalden de gezamenlijke lijsten die zij aanvoerde de meerderheid bij de gemeenteraadsverkiezingen tegen de lijsten van Nathalie Kosciusko-Morizet van de Union pour un mouvement populaire. Op 5 april 2014 werd Hidalgo als eerste vrouw ooit gekozen tot burgemeester van de Franse hoofdstad.

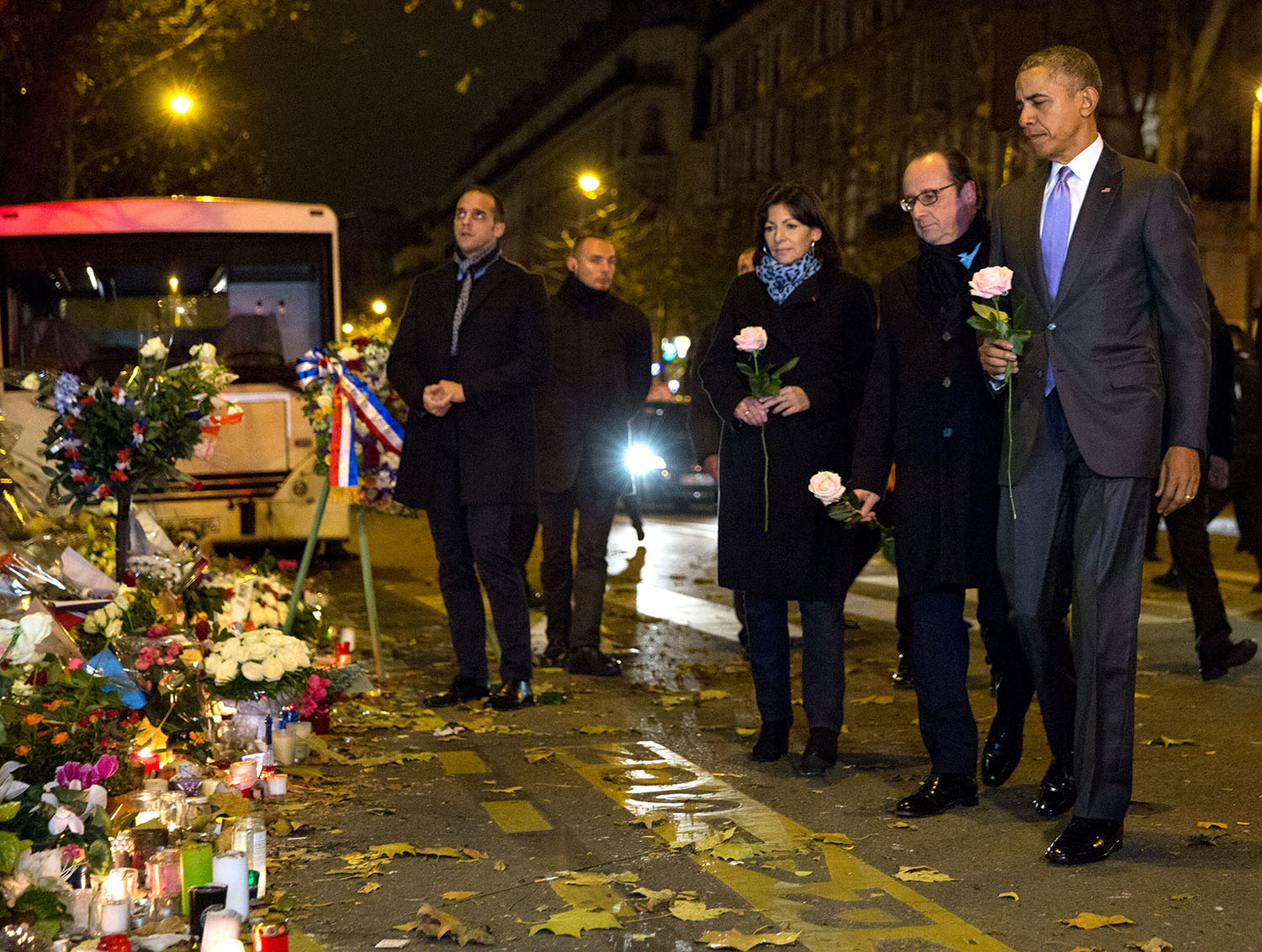
Anne Hidalgo, François Hollande en Barack Obama in Parijs na de islamitische aanslagen van november 2015

Tijdens haar burgemeesterschap kreeg Parijs in 2015 te maken met terreuraanslagen, in januari van dat jaar de aanslag op Charlie Hebdo en in november van datzelfde jaar zes gecoördineerde aanslagen. Als burgemeester slaagde ze erin om de Olympische Spelen van 2024 binnen te halen voor haar stad. In 2017 en 2018 kreeg ze veel kritiek na de perikelen rond de verhuursystemen Vélib' en Autolib' en het verderzetten van het plan om ook op de rechter-Seine-oever de expresweg voor autoverkeer om te vormen naar fiets- en wandelweg. Hidalgo werd echter in peilingen gesteund door een duidelijke meerderheid van stadsinwoners, en sinds 2017 is ook de expresweg op rechteroever autovrij.
Na de gemeenteraadsverkiezingen 2020 werd zij door de Raad van Parijs herkozen als burgemeester.

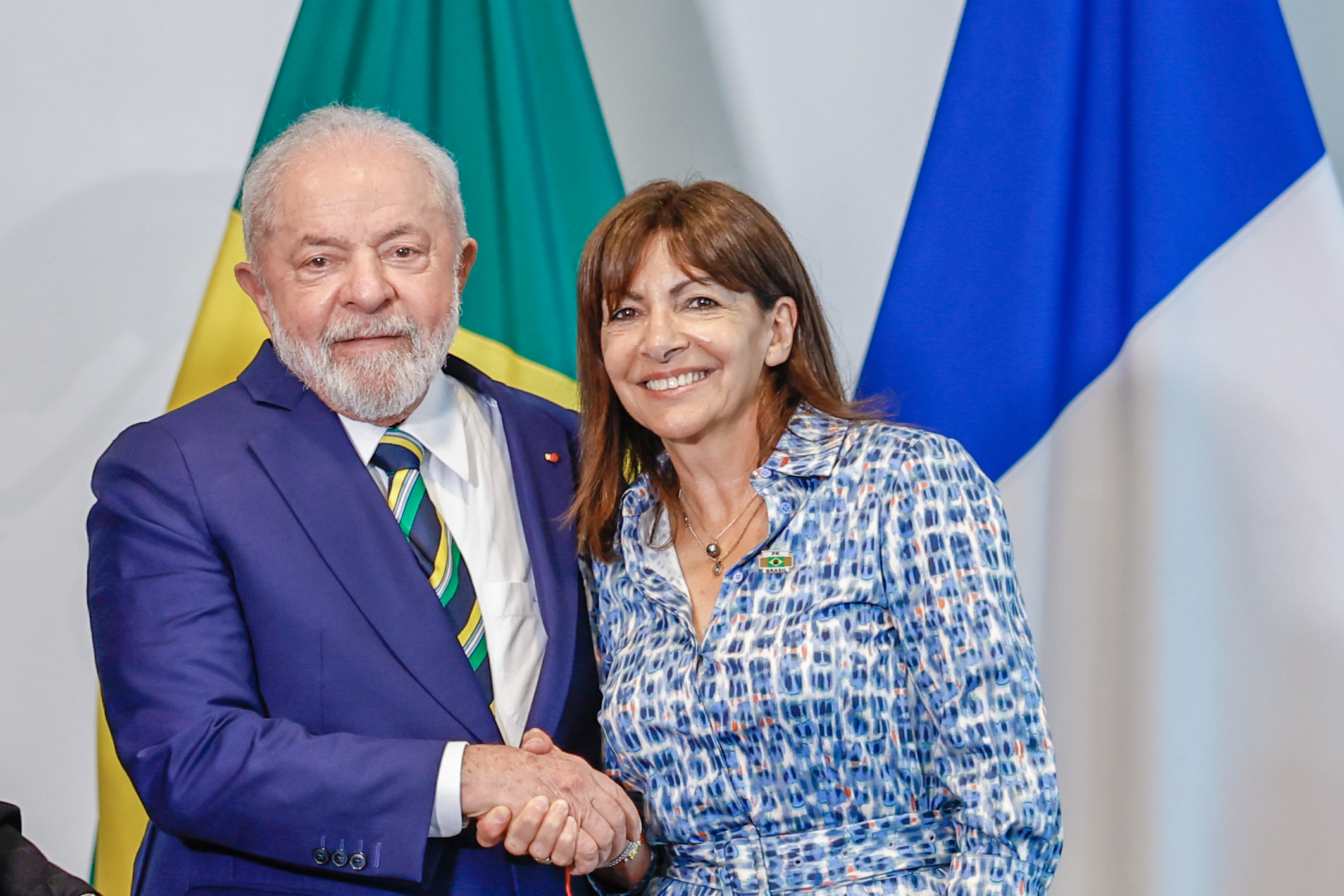
Ontmoeting tussen Luiz Inácio Lula da Silva en Anne Hidalgo in Parijs (2023)

In het voorjaar van 2016 werd Hidalgo in de Franse pers getipt als de hoop van de PS voor de presidentsverkiezingen van 2017 omdat François Hollande het in de peilingen erg slecht bleef doen. In 2022 deed Hidalgo mee aan de presidentsverkiezingen. Zij plaatste zich tiende vanuit twaalf kandidaten, met 1,75% van de stemmen.

## Privéleven
Ze is in 2004 getrouwd met Jean-Marc Germain, een getrouwe van PS-kopstuk Martine Aubry en oud-lid (2012-2017) van de Nationale Vergadering voor Hauts-de-Seine nabij Parijs. Ze hebben een zoon. Hidalgo heeft ook twee kinderen uit een eerder huwelijk.
- Bibsys: 1634281492358
- Biblioteca Nacional de España: XX6063186
- Bibliothèque nationale de France: cb150984640 (data)
- Gemeinsame Normdatei: 1036302342
- International Standard Name Identifier: 0000 0001 2124 0044
- Library of Congress Control Number: n2007018042
- Système universitaire de documentation: 07885167X
- Virtual International Authority File: 22434326
- WorldCat: E39PBJgMDk3BxTQQVqTMxkYkjC